# Asamblea Constituyente Rusa
La Asamblea Constituyente Rusa (Всероссийское Учредительное собрание, Vserossíyskoie Uchredítelnoie sobrániie - Asamblea Constituyente Panrusa) fue un cuerpo constitucional democráticamente elegido, que se constituyó en la República Rusa después de la Revolución de octubre de 1917.
A pesar de las promesas del Gobierno Provisional Ruso, los preparativos para las elecciones fueron lentos y las fechas para las votaciones se retrasaron en varias ocasiones. Para cuando finalmente estas tuvieron lugar, el Gobierno provisional había sido derrocado por los bolcheviques.
Se reunió a lo largo de 12 horas, desde las 4 de la tarde del 5 de enero hasta las 4 de la mañana del 6 de enerojul./ 19 de enero de 1918greg., y fue convocada y disuelta por el Gobierno bolchevique.

## Orígenes

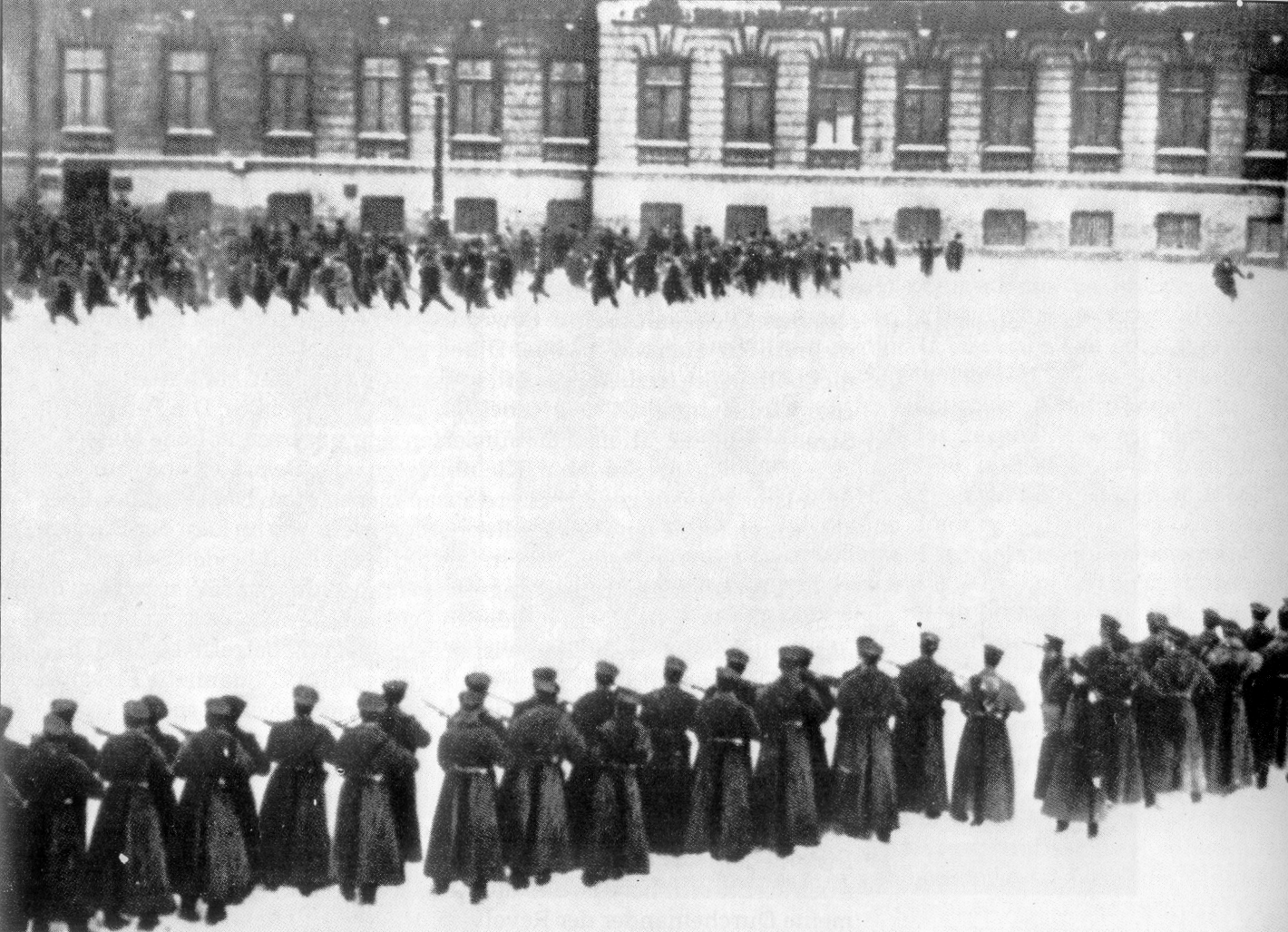
Domingo Sangriento, 1905.

La convocatoria de una Asamblea Constituyente elegida democráticamente que redactase una Constitución y la forma de gobierno del país fue una de las principales exigencias de todos los partidos liberales y socialistas durante la anterior Revolución rusa de 1905. Después de esta revolución, el régimen zarista decidió garantizar las libertades civiles básicas y convocar elecciones para el nuevo cuerpo legislativo creado en 1906, la Duma Estatal. La Duma, sin embargo, no estaba autorizada para redactar una Constitución, y mucho menos para abolir la monarquía. Nicolás II tenía la firme determinación de mantener su poder autocrático. Justo antes de la creación de la Duma en mayo de 1906, el 23 de abril de 1906 el zar promulgó la Constitución rusa de 1906. La Constitución fijaba que los ministros del zar no podían ser designados por la Duma y tampoco tendrían que darle explicaciones, de este modo se negaba el Gobierno responsable en un nivel ejecutivo. Además, el zar tenía el poder de disolver la Duma y convocar nuevas elecciones cuando desease.
Además, los poderes de la Duma cayeron en manos de los Demócratas Constitucionales (KD o kadetes) y no en las de los socialistas marxistas. El Gobierno disolvió la Duma por un acuerdo legal en julio de 1906, después de unas nuevas elecciones en 1907. La ley de elecciones final, escrita por el Gobierno después de la segunda disolución el 3 de junio de 1907, favoreció a las clases privilegiadas y restringió el sufragio de los pobres y las clases trabajadoras. Poco pudo hacer la Duma después de 1907, que repetidas veces fue vetada por el zar o por la cámara alta del Parlamento ruso, el Consejo de Estado del Imperio ruso. La Duma no pudo debatir la formación de una Asamblea Constituyente que sería elegida por sufragio universal continuaban sin debatirse.

## Gobierno Provisional (febrero a octubre de 1917)

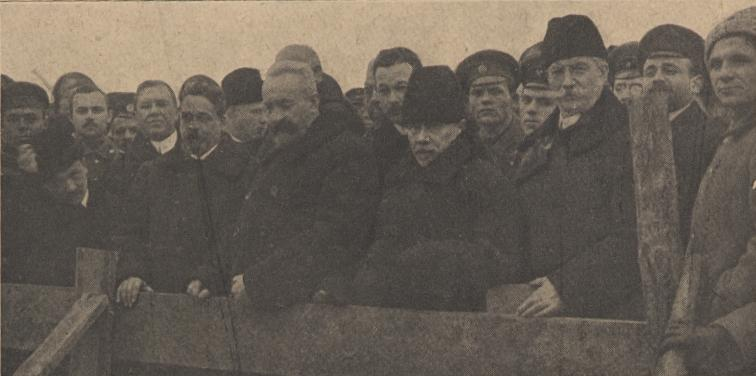
Gobierno provisional ruso, en la tumba de las víctimas de la Revolución de Febrero. Entre los asistentes, el ministro de Exteriores Miliukov (tercero por la derecha), dirigente de los kadetes.

Con la caída de Nicolás II durante la Revolución de Febrero de 1917, el poder del Estado fue asumido por el Gobierno Provisional de Rusia, que estaba formado por liderazgo liberal de la Duma, y apoyado por los socialistas que dominaban el Sóviet de Petrogrado. De acuerdo con los deseos del gran duque Mijaíl, que renunció al trono después de la abdicación de Nicolás II, el nuevo Gobierno convocaría elecciones en todo el país a la Asamblea Constituyente, en la que se decidiría la forma de gobierno, tarea complicada por la continuación de la Primera Guerra Mundial y la ocupación de algunas partes del Imperio ruso por los Imperios Centrales. En su primera declaración, el nuevo Gobierno provisional incluía en su punto cuarto su intención de:

comenzar de inmediato los preparativos para la reunión de una asamblea constituyente elegida por sufragio universal, igualitario, secreto y directo que decida la forma de gobierno y la Constitución del país.

En la misma declaración, el Gobierno rechazaba que fuese a retrasar la elección de la Asamblea o la aplicación de reformas debido a la guerra. La razón por la que los sucesivos cuatro Gobiernos entre febrero y octubre de 1917 sean llamados “provisionales” era que sus miembros intentaban mantener el poder solo hasta la formación permanente del Gobierno surgiría de la Asamblea Constituyente. Una y otra vez, los sucesivos gabinetes rechazaron aprobar medidas importantes justificándose en su carácter temporal y posponiendo toda acción hasta la reunión de la Asamblea.

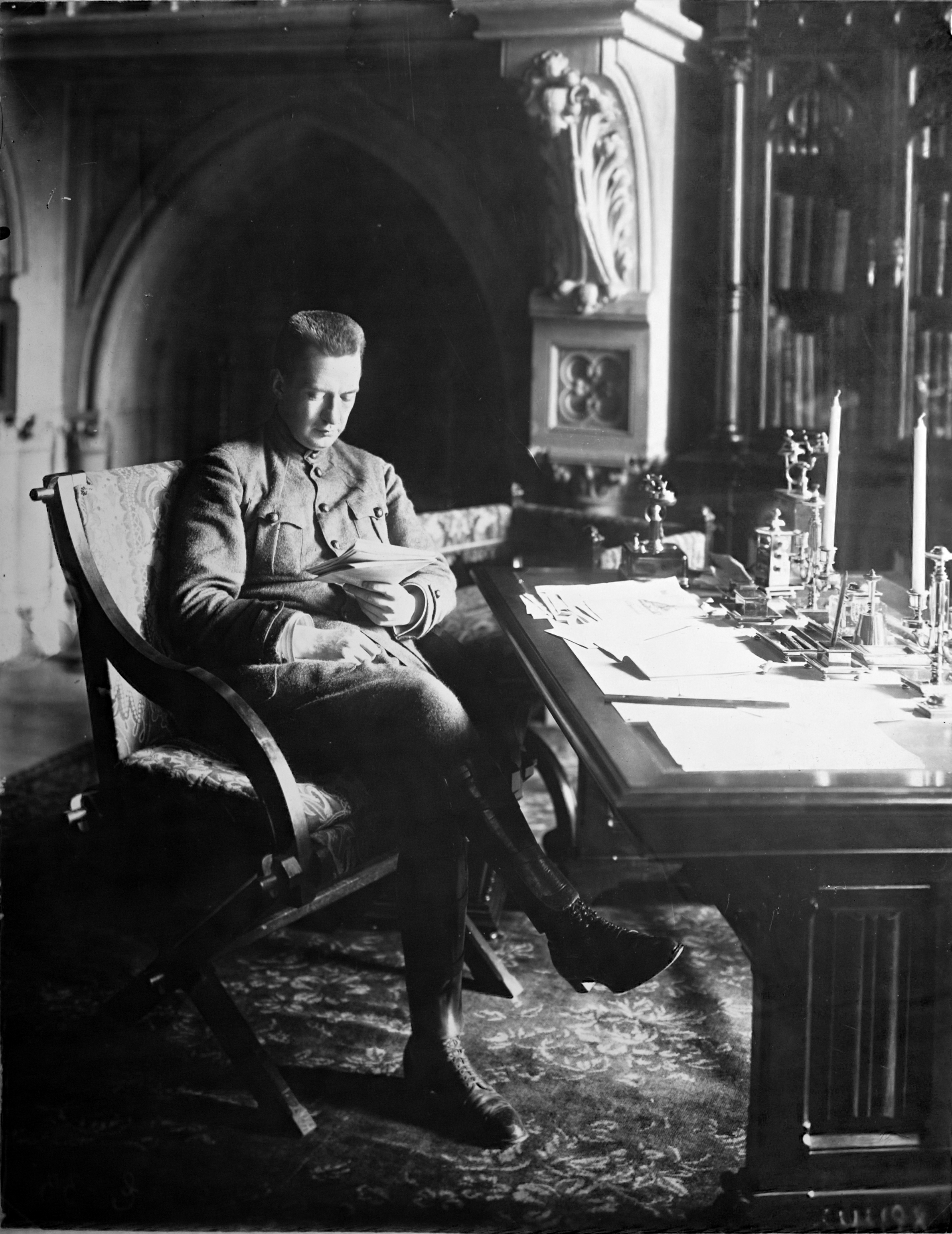
Aleksandr Kérenski, ministro y más tarde presidente del Gobierno Provisional, permitió el retraso de las elecciones de la Asamblea, que finalmente se celebraron una vez que los bolcheviques le habían arrebatado el poder en la Revolución de Octubre.

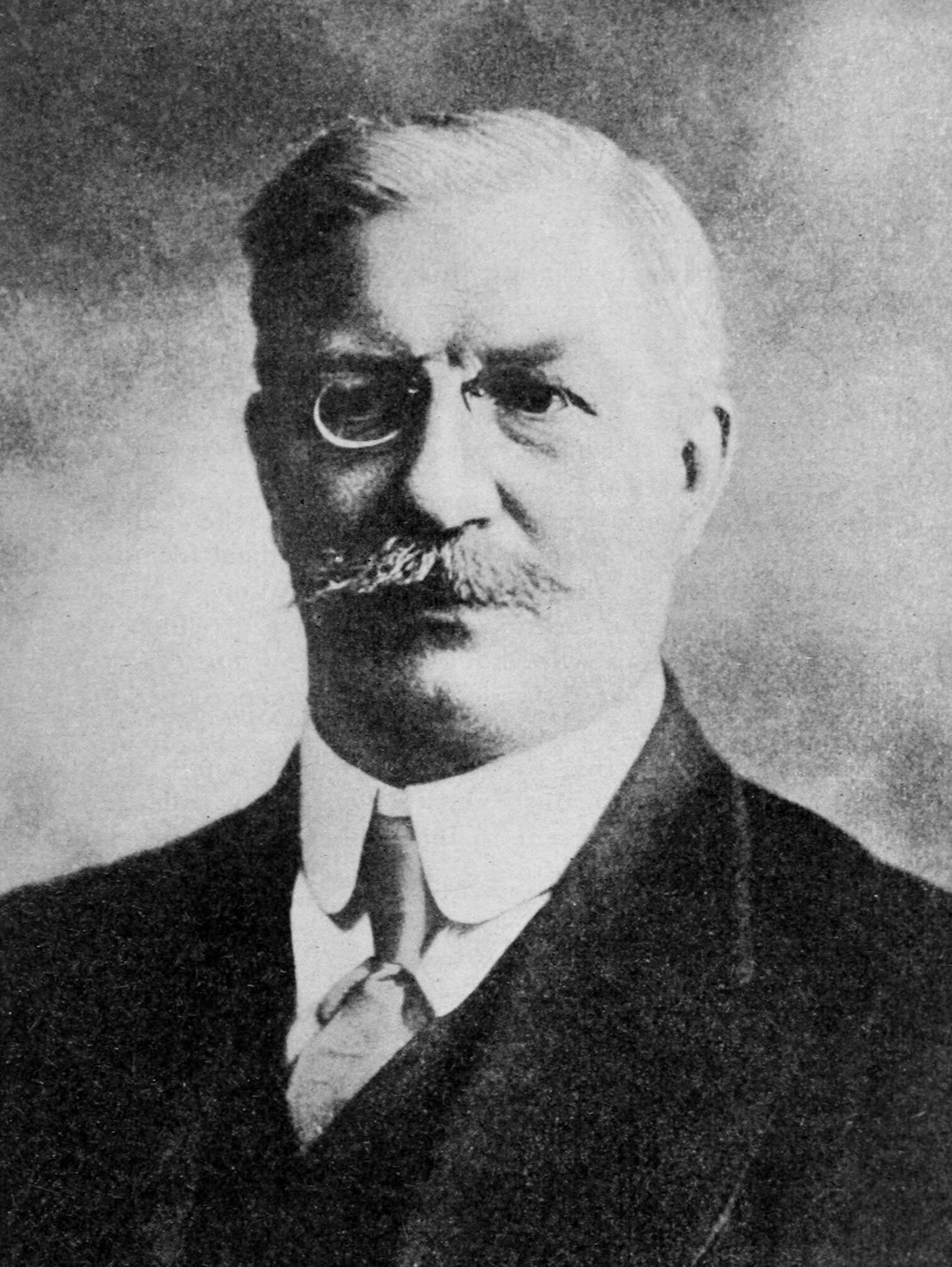
Pável Miliukov, principal dirigente del Partido Democrático Constitucional (kadete), responsable mayor de los sucesivos retrasos en la convocatoria de la Asamblea, a pesar de la promesa del primer gabinete del Gobierno Provisional de convocatoria inmediata, en el que fungió como ministro de Exteriores.

De acuerdo con la abdicación del gran duque, la Asamblea Constituyente era la única institución que tenía autoridad para cambiar la forma de gobierno de Rusia. En su renuncia al trono, el gran duque se había mostrado en principio dispuesto a volver a aceptarlo si así lo decidía la población a través de la futura Asamblea constituyente. Los kadetes, que habían tratado de mantener la monarquía al menos en forma de regencia del gran duque, aceptaron la convocatoria de la Asamblea, pero comenzaron inmediatamente a tratar de posponer su reunión exponiendo diversas razones técnicas, en el caso de algunos de sus representantes, hasta el final de la guerra.
Aleksandr Kérenski y el Gobierno provisional proclamaron que organizarían las elecciones después de la guerra, pero después del acuerdo inicial de julio de 1917, en septiembre declararon a Rusia como República Rusa e iniciaron los preparativos para elecciones a un “Preparlamento”, luego llamado Consejo de la República Rusa. Estas acciones dispararon las críticas tanto de la izquierda como de la derecha. Los monárquicos vieron en la declaración de la República Rusa como una forma de gobierno inaceptable en Rusia, mientras que la izquierda consideraba esta declaración un intento de debilitar por la fuerza la influencia de los sóviets. Poco después, el Golpe de Kornílov (un fallido intento de golpe de Estado) allanó el camino para que los bolcheviques tomaran el poder en la Revolución de Octubre.
Las elecciones a la Asamblea se pospusieron varias veces por la debilidad de carácter de los socialrevolucionarios y la decisión de los kadetes —convencidos de cosechar una derrota y que mientras controlaban en la práctica el Consejo de Ministros— de retrasar todo lo posible las votaciones. La comisión encargada de organizarlas tardó tres meses en celebrar su primera reunión y eligió el 1 de noviembrejul./ 14 de noviembre de 1917greg. como fecha de su realización (el Gobierno posteriormente la adelantó, en parte por la presión popular atizada por los bolcheviques, al 11 de mayojul./ 30 de septiembregreg., fecha que Kérenski confirmó el 7 de juliojul./ 20 de juliogreg.). La principal razón para retrasar las elecciones era el deseo de los kadetes, respaldados por la corriente derechista de los socialrevolucionarios, de no estorbar las operaciones militares.
Alegaban además el desconocimiento de los campesinos de los diversos partidos que, en su opinión, imposibilitaban una elección justa y les perjudicaba, en favor de los socialrevolucionarios. Sus intentos de ganarse el favor del campesinado que, dado el carácter agrario del país, sería decisivo para la composición de la Asamblea, chocaban con su negativa a realizar una profunda reforma agraria que entregase la tierra a los campesinos sin compensación a los terratenientes; esta también era imposible de realizar sin poner fin a la guerra, medida que los kadetes rechazaban firmemente, y que era necesaria para permitir que los millones de campesinos que servían en las filas del Ejército pudiesen regresar a sus aldeas para participar en el reparto de la tierra. La actitud de los kadetes resultaba contradictoria: no admitían la aprobación de medidas que, sostenían, debían dejarse al arbitrio de la Asamblea, pero no aceptaban la elección de esta hasta que estas medidas hubiesen resuelto los problemas que debía tratar la propia Asamblea. Algunos, como el propio Pável Miliukov, se mostraban contrarios además a que los soldados pudiesen participar en las elecciones. Los socialrevolucionarios, por su parte, mostraron una gran pasividad y permitieron los sucesivos retrasos de las elecciones.
A pesar de que la crisis del verano comenzó a inquietar a los socialrevolucionarios que empezaron a exigir entonces una rápida convocatoria de la Asamblea, el Gobierno aprobó el 9 de agostojul./ 22 de agostogreg. con su beneplácito resignado y por presión de los kadetes un nuevo retraso y fijó las elecciones para el 12 de noviembrejul./ 25 de noviembre de 1917greg. y la apertura de la primera sesión para el 28 de noviembrejul./ 11 de diciembregreg.. En su obra sobre el periodo revolucionario, el principal dirigente de los socialrevolucionarios, Víctor Chernov, admitió como uno de los mayores errores del partido el haber permitido el retraso en la reunión de la Asamblea Constituyente. Para cuando finalmente se celebraron las elecciones, los bolcheviques habían derrocado al Gobierno provisional y tomado el poder. Los kadetes, que habían abogado repetidamente con éxito por el retraso de las votaciones, cambiaron de opinión tras la Revolución de Octubre y exigieron que se celebrasen en las fechas previstas, a pesar de no cumplirse las estrictas condiciones que antes habían reclamado.
La mayoría de la población había solicitado repetidamente, casi de manera ritual, la pronta reunión de la Asamblea para tratar los asuntos que consideraba fundamentales. Los repetidos retrasos en su elección dieron pie a temores de que los enemigos de la revolución acabarían por impedir su reunión y supusieron una de las debilidades del Gobierno provisional, siempre vulnerable a estas críticas, habituales entre los bolcheviques. A mediados de octubre, los bolcheviques justificaban la necesidad de traspasar el poder a los soviets como garantía de que efectivamente la Asamblea acabaría reuniéndose.
La mayoría de la oposición a la toma del poder por Lenin confiaba en que su Gobierno sería provisional, tal y como lo afirmaban los bolcheviques, y que los resultados de las 
elecciones de la Asamblea Constituyente lo privarían de él (como así sucedió). Salvo los escasos y débiles elementos de ultraderecha, la mayoría de la oposición limitó sus actividades en contra del nuevo Gobierno bolchevique por la oportunidad de deshacerse de él a través de la próxima Asamblea.

## Los bolcheviques y la Asamblea Constituyente

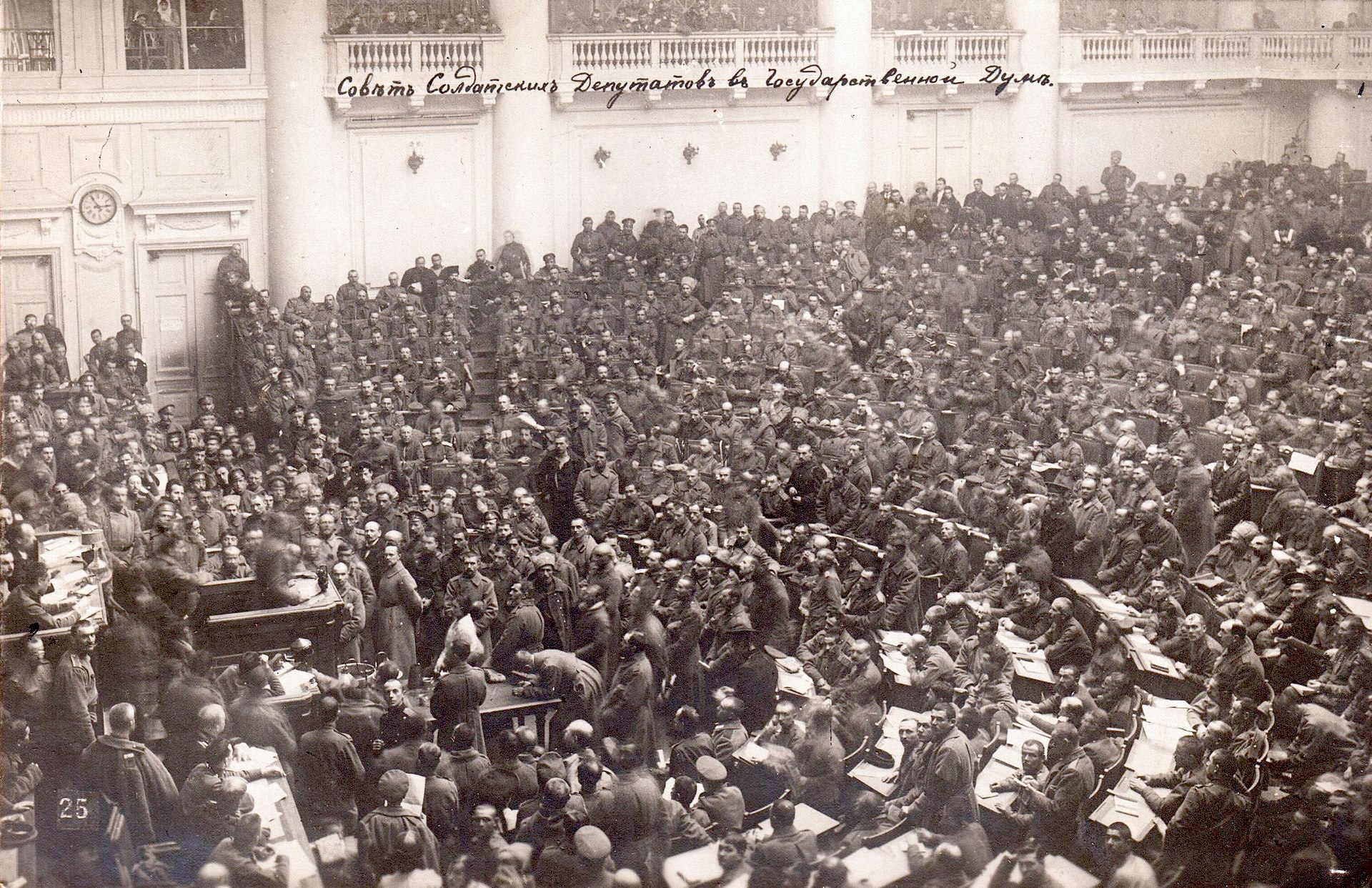
Asamblea del Sóviet de Petrogrado.

La actitud de los bolcheviques con respecto a la Asamblea Constituyente varía a lo largo de 1917. Al principio, como todos los partidos socialistas, apoyaron la idea. Sin embargo, uno de los eslóganes después del retorno de Lenin desde Suiza en abril de 1917 era “Todo el poder para los Soviets”, (en ruso: Совет o Sóviet significa "consejo"), y no el fin último que debía conservar la Asamblea Constituyente. Por ejemplo, entre el 12 de septiembre y el 14 de septiembre de 1917, Lenin escribió al Comité Central Bolchevique, urgiendo a la toma del poder:

No podemos esperar a la Asamblea Constituyente, porque rendir Petrogrado al primer ministro Kérenski y los suyos siempre puede frustrar la convocatoria. Nuestro partido por sí solo, con la toma del poder, puede asegurar la convocatoria de la Asamblea Constituyente; esto ocurrirá cuando se acuse a los otros partidos de obstrucción y sea posible sostener estas acusaciones.

El 25 de octubrejul./ 7 de noviembre de 1917greg., los bolcheviques derribaron al Gobierno Provisional en la llamada Revolución de Octubre, por medio del Sóviet de Petrogrado y el Comité Militar Revolucionario. El alzamiento coincidió con la convocatoria del 2.º Congreso Panruso de los Sóviets de Obreros y Soldados, en los que los bolcheviques tenían 390 delegados de un total de 650 y durante el cual se transfirieron los poderes del Estado al nuevo Gobierno bolchevique, el Sovnarkom. Los diputados representantes de los partidos socialistas más moderados, los mencheviques y el ala derecha de los socialistas revolucionarios, protestaron por lo que ellos consideraron una toma ilegítima del poder, y abandonaron el Congreso.
En las siguientes semanas, los bolcheviques establecieron el control sobre las áreas étnicamente rusas, pero tuvieron menos éxito en las áreas que no eran étnicamente rusas. Sin embargo, el nuevo gobierno limitó la libertad de prensa (por esporádicas prohibiciones en la prensa no-socialista), lo que sin embargo permitió el procedimiento electoral el 12 de noviembre de 1917 tal como lo programó el Gobierno Provisional.
Oficialmente, al principio el Gobierno bolchevique se consideraba a sí mismo Gobierno provisional y alegaba que intentaba llevar a cabo los deseos de una Asamblea Constituyente. Como Lenin escribió el 5 de noviembre:

Por lo tanto, los diputados de los Sóviets de Campesinos, primero en los sóviets de los uyezd, luego en los sóviets de las gubernias, y están desde este momento “pendientes de la convocatoria de la Asamblea Constituyente”, invistiéndose de total autoridad gubernamental en sus respectivas localidades.

La comisión nombrada por el depuesto Gobierno provisional continuó sus preparativos para la celebración de las elecciones a la asamblea sin reconocer la autoridad del nuevo Gobierno. En protesta por la Revolución de Octubre, suspendió su actividad hasta el 6 de noviembrejul./ 19 de noviembregreg., cuando sus miembros, principalmente kadetes y socialrevolucionarios, se convencieron de que el Sovnarkom permitiría las votaciones. Este reaccionó a la falta de cooperación de la comisión arrestando durante cuatro días a varios de sus miembros —entre doce y quince—, nombrando un supervisor gubernamental, Moiséi Uritski y, dos días más tarde, sustituyendo la antigua comisión por otra presidida por este. Mientras, las juntas electorales locales encargadas de organizar las votaciones siguieron con los preparativos, respaldadas oficialmente por los telegramas del nuevo Gobierno del 28 de octubrejul./ 10 de noviembregreg., que las animaban a continuar su tarea. La fecha de comienzo de las elecciones seguía siendo la fijada por el derrocado Gobierno provisional, el 12 de noviembrejul./ 25 de noviembregreg.. El Comité Ejecutivo Central Panruso confirmó por unanimidad esta fecha en una sesión el 8 de noviembrejul./ 21 de noviembregreg..
Una vez que quedó clara su probable derrota en las elecciones, los bolcheviques trataron de minar el prestigio popular de la asamblea, organizar nuevas elecciones para sustituir a los diputados escogidos originalmente y tratar de dominar la organización de los preparativos. El retraso en las votaciones y en los recuentos sirvieron a Lenin —deseoso desde el comienzo de retrasar las votaciones y realizar importantes cambios para impedir una mayoría menchevique o kadete— como excusa para retrasar su reunión. Dos días antes de la fecha prevista, promulgó un decreto que posponía la apertura de la asamblea hasta la llegada a la capital de al menos cuatrocientos diputados —alrededor de la mitad del total—. Las protestas por el retraso en la reunión de la asamblea fueron escasas.
Durante las negociaciones, finalmente fructíferas, para que los socialrevolucionarios de izquierda ingresasen en el Sovnarkom, los bolcheviques moderados trataron en vano de recuperar la idea de legitimidad de la asamblea constituyente, esfuerzos que frustró el comité central —que afirmaba la autoridad del Gobierno bolchevique sobre la de la Asamblea—. Los socialrevolucionarios de izquierda compartían con este su preferencia por la autoridad de los sóviets frente a la de la Asamblea.

## La oposición y la defensa de la Asamblea
El 23 de noviembrejul./ 6 de diciembregreg., destacados dirigentes del disuelto Ayuntamiento de Petrogrado y del Comité Panruso para la Salvación de la Patria y la Revolución —formado principalmente por socialrevolucionarios, pero que incluía asimismo kadetes, socialistas populares y mencheviques defensistas— fundaron una nueva organización, la Unión para la Defensa de la Asamblea Constituyente (UDAC), con sede en el edificio de la Sociedad por la Economía Libre. Esta nueva organización, con delegaciones en algunos distritos de la capital y en algunas de las principales ciudades del país, tenía por objetivo reforzar el apoyo popular a la asamblea —que consideraba autoridad política suprema— y garantizar su seguridad.
El Ayuntamiento de Petrogrado había declarado fiesta nacional el 28 de noviembrejul./ 11 de diciembregreg., día en que había de reunirse la asamblea. La UDAC se dedicó a preparar grandes manifestaciones de apoyo los días previos a la fecha de apertura de su primera sesión. La organización recibió el anuncio del retraso de la apertura de la asamblea como una maniobra leninista para evitar su convocatoria y, a pesar de su propia debilidad y mala organización, redobló sus esfuerzos para realizar las marchas a favor de la asamblea la fecha prevista originalmente. El comité central kadete aprobó el plan la noche del día 27 de noviembrejul./ 10 de diciembregreg. y decidió que los diputados que iban llegando a la capital celebrasen conferencias preparatorias diarias hasta el día en que se celebrase la primera sesión de la asamblea.
El 28 de noviembrejul./ 11 de diciembregreg. la manifestación de los partidarios de la asamblea dejó patente la polarización de la población capitalina: entre diez y cien mil personas, generalmente bien vestidas, marcharon desde el edificio de la Duma municipal a lo largo de Nevski Prospekt. El antiguo alcalde, Grigori Schreider, recién liberado, encabezaba la marcha, acompañado de concejales de la Duma y de los distritos, de los delegados del congreso socialrevolucionario en pleno —más de trescientas personas de cincuenta y una provincias— y de antiguos dirigentes de los comités ejecutivos centrales de los sóviets, mencheviques defensistas y kadetes. La presencia de soldados, marinos y trabajadores era escasa. La multitud apartó a la guardia que impedía el acceso al palacio Táuride y penetró en el recinto, donde se realizaron discursos contra el Gobierno bolchevique y alrededor de las cuatro de la tarde, se celebró una conferencia que reunió cerca de la mitad de los diputados presentes en la capital —la gran mayoría, socialrevolucionarios—. Se nombró a Víctor Chernov presidente de la conferencia oficiosa y se decidió continuar con las reuniones diarias hasta que se alcanzase el cuórum que permitiese la apertura oficial de la asamblea. Aunque efectivamente los delegados lograron reunirse en el palacio al día siguiente, fueron expulsados por las autoridades y no se les volvió a permitir el acceso al edificio.
El 29 de diciembre de 1917jul./ 11 de enero de 1918greg., la conferencia obrera respaldada por la UDAC aprobó una nueva manifestación de apoyo a la asamblea para el día de su apertura (5 de enerojul./ 18 de enerogreg.). A pesar del apoyo de algunos socialrevolucionarios a convertir la marcha en una insurrección contra el Sovnarkom, su comité central vetó el proyecto e insistió en que no se llevasen armas a la manifestación.

## Represión de la oposición
Si ya la mañana del 28 de noviembrejul./ 11 de diciembregreg., antes de la manifestación, el Comité Militar Revolucionario de Petrogrado había ordenado el arresto de insignes dirigentes kadetes, la manifestación sirvió como pretexto para que el Sovnarkom aprobase esa misma noche un decreto que los tildaba de «enemigos del pueblo», contrarrevolucionarios y ordenaba la detención y juicio por un tribunal popular de sus líderes. Los socialrevolucionarios y los kadetes interpretaron la medida como un ataque a la Asamblea Constituyente. Los socialrevolucionarios de izquierda también rechazaron el decreto, que creía perjudicial para la imagen del Gobierno soviético.
Los intentos de los socialrevolucionarios de izquierda de moderar las medidas de los bolcheviques, primero mediante el ingreso en el Sovnarkom y más tarde en la nueva Cheka —encargada del acoso a los diputados kadetes y socialistas moderados—, fracasaron ya que en ambos organismos se encontraron en minoría frente al partido de Lenin. La represión de los adversarios políticos continuó.

## Resultado de las elecciones
Tras sucesivos retrasos y celebrándose a lo largo de varios meses (aunque las votaciones principales tuvieron lugar entre el 12 de noviembrejul./ 25 de noviembregreg. y el 14 de noviembrejul./ 27 de noviembregreg.), las elecciones a la Asamblea resultaron en una gran victoria para los socialrevolucionarios. Obtuvieron una mayoría tanto de los votos de los electores como de escaños, mientras que los bolcheviques lograron poco menos de un cuarto de los sufragios. Aunque no se llegaron a conocer los datos completos de la elección, los socialrevolucionarios consiguieron alrededor de 440 escaños de los 800 teóricos y de los alrededor de 700 elegidos finalmente.
Los bolcheviques habían dudado sobre la conveniencia de llevar a cabo las votaciones una vez en el poder y Lenin había defendido con vehemencia la conveniencia de posponerlas. Habiendo criticado duramente al Gobierno provisional por los continuos retrasos, la mayoría de los dirigentes bolcheviques se mostró favorable, por el contrario, a mantener la fecha prevista para las elecciones. Aun así, el partido se planteó ya antes de las votaciones la disolución por la fuerza de la Asamblea si ésta acababa oponiéndose al Gobierno bolchevique.
Con los datos recogidos en los sucesivos estudios de los resultados parciales, la elección de la Asamblea Constituyente arrojó los siguientes resultados:
| Partido                                   | Votos      | Número de diputados |
| Socialistas Revolucionarios (SR, esery)   | 17 100 000 | 380                 |
| Bolcheviques                              | 9 800 000  | 168                 |
| Mencheviques                              | 1 360 000  | 18                  |
| Demócratas Constitucionales (KD, kadetes) | 2 000      | 17                  |
| Minorías                                  |            | 77                  |
| Social-Revolucionarios de izquierda       |            | 39                  |
| Socialistas Populares (NS, enesy)         |            | 4                   |
| Total:                                    | 41 700 000 | 703                 |

Sin embargo, debido al tamaño del país, el transcurso de la Primera Guerra Mundial y el deterioro del sistema de comunicaciones, el resultado no estuvo totalmente disponible a tiempo. El primer recuento parcial (54 constituyentes de 79) fue publicado por el socialrevolucionario N.V. Svyatitsky en “Los años de la Revolución Rusa. 1917-18”, Moscú, Zemlyá i Volya Publishers, 1918. Los datos de Svyatitsky son generalmente aceptados por todos los partidos políticos, incluyendo los bolcheviques, y son como sigue:
| Partido                                                              | Ideología       | Votos      |
| Socialistas Revolucionarios rusos                                    | Socialistas     | 16 500 000 |
| Bolcheviques                                                         | Socialistas     | 9 023 963  |
| Ucranianos, Musulmanes, y otros Socialistas Revolucionarios no-rusos | Socialistas     | 4 400 000  |
| Demócratas Constitucionales (kadetes)                                | Liberales       | 1 856 639  |
| Mencheviques                                                         | Socialistas     | 668 064    |
| Musulmanes                                                           | Religiosos      | 576 000    |
| Bund Judío                                                           | Socialistas     | 550 000    |
| Socialistas Ucranianos                                               | Socialdemócrata | 507 000    |
| Socialistas Populares (enesy)                                        | Socialdemócrata | 312 000    |
| Otros grupos de derecha                                              | Derechista      | 292 000    |
| Asociación de Propietarios Rurales y Dueños de la Tierra             | Derechista      | 215 000    |
| Baskires                                                             | Étnicos         | 195 000    |
| Polacos                                                              | Étnicos         | 155 000    |
| Alemanes                                                             | Étnicos         | 130 000    |
| Social Demócratas Ucranianos                                         | Socialdemócrata | 95 000     |
| Cosacos                                                              | Étnicos         | 79 000     |
| Antiguos Creyentes                                                   | Religioso       | 73 000     |
| Letones                                                              | Étnicos         | 67 000     |
| Cooperantes                                                          | Socialdemócrata | 51 000     |
| Socialistas Alemanes                                                 | Socialdemócrata | 44 000     |
| Yedinstvo                                                            | Socialdemócrata | 25 000     |
| Socialistas Fineses                                                  | Socialdemócrata | 14 000     |
| Bielorrusos                                                          | Étnicos         | 12 000     |
| Total:                                                               |                 | 35 333 666 |

### La debilidad de los socialrevolucionarios
A pesar de su triunfo electoral, la fracción socialrevolucionaria no formaba una unidad cohesionada: alrededor de un centenar de diputados pertenecían a las minorías y otros cuarenta eran socialrevolucionarios de izquierda, que ya formaban una organización separada en malas relaciones con sus antiguos compañeros de partido. Los miembros de las minorías también se habían apartado del partido matriz y, en el caso de los ucranianos —con 80 diputados—, recelaban de los proyectos federalistas y del nacionalismo panruso; los socialrevolucionarios musulmanes tampoco mantenían relaciones cordiales con sus correligionarios rusos. El nacionalismo latente de gran parte de los diputados socialrevolucionarios, tanto de los rusos como los de las minorías, atizaba el desacuerdo entre las distintas delegaciones.
Estos desacuerdos hacían que, en la práctica, los socialrevolucionarios no contasen en realidad con una mayoría de diputados sin las minorías, ni aun resucitando su antigua alianza con mencheviques y kadetes, que habían obtenido malos resultados en las votaciones. Una alianza con estos últimos hubiese alejado un posible acuerdo con las minorías, pues los kadetes eran los principales defensores de la unidad del país. Este pacto, sin embargo, era tentador para gran parte de la delegación socialrevolucionaria elegida, pues esta contaba con gran cantidad de representantes de la derecha del partido. En parte esto se debía a que las listas de candidatos del partido se habían realizado poco antes de la Revolución de Octubre y de la escisión de la corriente más izquierdista de la formación.

### Derrotakadete
Los resultados electorales confirmaron la debilidad de los kadetes entre los campesinos y los soldados: con alrededor del 5 % de los votos, solo obtuvieron buenos resultados el Petrogrado y Moscú, donde se convirtieron en la segunda fuerza política en número de votos tras los bolcheviques. Apenas lograron 17 de los 700 escaños elegidos.

### Derrota bolchevique
Los bolcheviques recibieron entre el 22 % y el 25 % de los votos, aunque como claros ganadores en los centros urbanos de Rusia, y entre los soldados del “Frente Occidental” (dos terceras partes de los votos de los soldados), mientras que el Partido Social-Revolucionario recibió sobre el 57-58 % (62 % con sus aliados socialdemócratas), habiendo ganado el apoyo masivo del campesinado rural del país. Sin embargo, esto es una verdad a medias, ya que los socialistas revolucionarios ucranianos no acudieron a la Asamblea Constitucional cuando se convocó.
Incluso con el apoyo de los socialrevolucionarios de izquierda, no obstante, los bolcheviques se encontraban en clara minoría en la Asamblea. La fuerza del Gobierno no residía en los resultados electorales, sino en su distribución; mientras que los socialrevolucionarios habían triunfado en el campo, los bolcheviques habían logrado el respaldo de las regiones más importantes para conservar el poder: Petrogrado y Moscú, la flota del Báltico o los frentes más cercanos a la capital.

## Entre la elección y la convocatoria de la Asamblea (noviembre de 1917-enero de 1918)
Los bolcheviques empezaron a dudar si deberían convocar la Asamblea Constituyente inmediatamente después de las elecciones llevadas a cabo, ya que parecía que podían perderla. El 14 de noviembre de 1917, Lenin dijo en el Congreso Extraordinario Panruso de Diputados de los Soviets de Campesinos:

Como para la Asamblea Constituyente, el portavoz dice que este trabajo depende del humor del país, pero añade que confía en el humor del país, pero que no olviden sus rifles.

Los bolcheviques no tenían intención de entregar el poder gubernamental a la Asamblea Constituyente, a la que Lenin consideraba menos democrática que los sóviets. Inmediatamente tras la derrota electoral, los bolcheviques redoblaron su agitación entre obreros y soldados para mantener el poder.
El 21 de noviembre, el Comisario del Pueblo para Asuntos Navales, Pável Dybenko, ordenó mantener siete mil marineros probolcheviques en Kronstadt en “plena alerta” en caso de convocatoria de la Asamblea Constituyente el 26 de noviembre de 1917. La reunión de más de veinte mil “soldados, marineros, trabajadores y campesinos” de Kronstadt, resolvió que el único apoyo de la Asamblea Constituyente era:

Hecha para confirmar los logros de la Revolución de Octubre (y verse libres de) kaledinistas y líderes de la contrarrevolución burguesa.

### Acciones de los socialrevolucionarios
Con la división definitiva de la corriente principal de los Socialistas Revolucionarios y los Social-Revolucionarios de izquierda en noviembre, los bolcheviques formaron una coalición de Gobierno con los últimos. Los primeros continuaron agitando intensamente a favor del traspaso del poder a la Asamblea, centro de los debates del partido. Los segundos criticaron duramente el resultado que, sostenían, no reflejaba la fuerza real del nuevo partido porque las votaciones se habían realizado en medio de la reorganización de los socialrevolucionarios por la escisión de parte de su sector más izquierdista. En efecto, la izquierda del partido había sido marginada en la elección de candidatos a la Asamblea.
En las semanas previas a su reunión, los socialrevolucionarios trataron de explotar su victoria electoral mediante la búsqueda de aliados políticos, la presentación de un programa que reforzase su posición y la preparación de planes de defensa de la Asamblea. El 3 de enerojul./ 16 de enero de 1918greg., se celebró una gran conferencia con delegados de la guarnición de la capital, aunque la Cheka había comenzado a desbaratar los planes de defensa militar de los socialrevolucionarios arrestando a algunos de sus miembros en Moscú y forzando el paso a la clandestinidad de otros en Petrogrado. Se proclamó la ley marcial y el Gobierno aprestó sus fuerzas para enfrentarse a las de los socialrevolucionarios.
Se formó un Comité de Defensa de la Asamblea Constituyente, que trató de obtener el respaldo de los soldados para proteger la Asamblea de posibles medidas del Gobierno, con ayuda de la Comisión militar socialrevolucionaria; sus esfuerzos fueron vanos. Así, el PSR pasó de abogar por la defensa armada de la Asamblea a confiar en que una manifestación pacífica el día de la apertura de las sesiones vencería cualquier resistencia bolchevique. Días antes de la celebración de la primera sesión, el Comité Central socialrevolucionario prohibió tajantemente cualquier actividad armada.
El 26 de noviembrejul./ 9 de diciembregreg., el Sovnarkom anunció que la Asamblea celebraría su primera sesión tan pronto se presentasen en la capital los primeros cuatrocientos diputados, aunque el Gobierno provisional había fijado previamente una fecha fija, el 28 de noviembrejul./ 11 de diciembregreg., para la apertura de la Cámara. Este día, cuarenta y tres diputados, la mayoría socialrevolucionarios de derecha, encabezaron una manifestación multitudinaria de más de diez mil personas hasta el Palacio Táuride; allí forzaron la entrada al edificio y celebraron una sesión oficiosa en la que se criticó las acciones de los bolcheviques y la detención de algunos diputados. En respuesta al incidente, el Sovnarkom redobló la guardia del Palacio para evitar un suceso similar.

### Medidas contra la Asamblea
El mismo día de la manifestación y como reacción, el Gobierno bolchevique (Sovnarkom, Consejo de Comisarios del Pueblo) declaró al Partido Democrático Constitucional (kadetes) “un partido de los enemigos del pueblo”, lo prohibió y ordenó la detención de sus líderes. La comisión electoral creada por el derrocado Gobierno provisional quedó disuelta y el Gobierno bolchevique encargó a Moiséi Uritski los preparativos para la apertura de la Asamblea.
Esto también hizo posponer la convocatoria de la Asamblea Constituyente hasta principios de enero. Al principio, el Gobierno echaba la culpa a dificultades técnicas y maquinaciones de sus enemigos, pero el 26 de diciembre se publicaron en Pravda las Tesis sobre la Asamblea Constituyente de Lenin en las que este argumentaba que los sóviets eran una “forma de democracia superior” a la de la Asamblea Constituyente:

A la vez que se exigía la convocatoria de la Asamblea Constituyente, la socialdemocracia revolucionaria siempre, desde el principio de la revolución de 1917, hizo hincapié repetidamente en que la república de los sóviets es una forma superior de democracia que la habitual república burguesa con su Asamblea Constituyente.

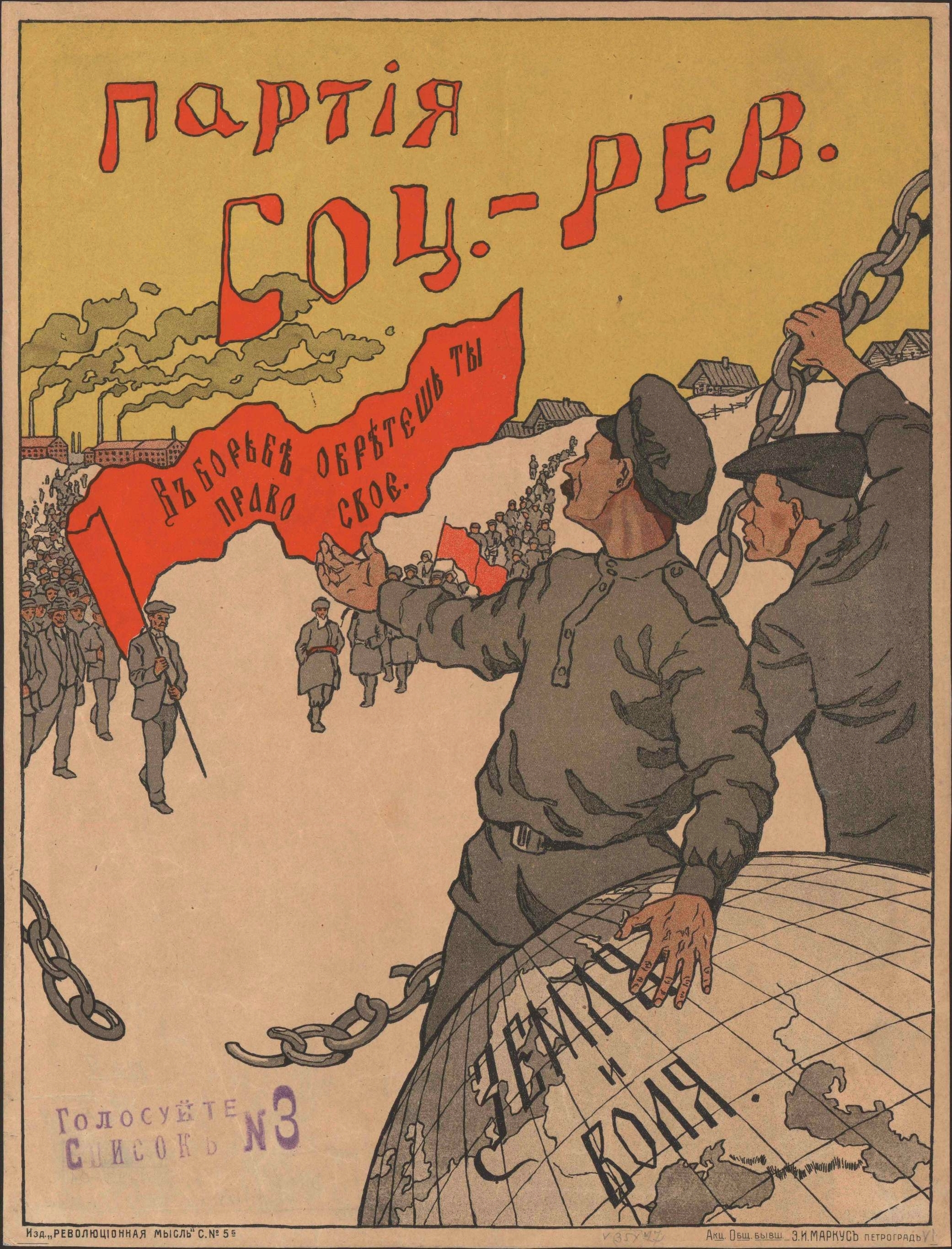
Cartel electoral de los Socialistas Revolucionarios para la Asamblea Constituyente de 1917.

Y que la Asamblea Constituyente elegida no era verdaderamente representativa de los deseos del pueblo ruso, porque:

...el partido que de mayo a octubre ha tenido el mayor número de seguidores entre la gente, y especialmente entre los campesinos –el Partido Socialista Revolucionario– que se presenta unido en las listas electorales para la Asamblea Constituyente a mediados de octubre de 1917, sin embargo, se divide en noviembre de 1917, después de las elecciones y antes de la convocatoria de la Asamblea.

La tardía escisión de los socialrevolucionarios de izquierda del partido matriz (menos de veinte días antes de las elecciones y ya confeccionadas las listas electorales socialrevolucionarias) servía así de justificación para invalidar la Asamblea. Por lo tanto, Lenin afirmaba que:

El interés de esta revolución (octubre de 1917) se presenta como superior a los derechos formales de la Asamblea Constituyente (...)

Todo intento directo o indirecto de considerar la cuestión de la Asamblea Constituyente desde un punto de vista formal, legal, dentro del esquema de la democracia ordinaria burguesa y sin tener en cuenta la lucha de clases y la guerra civil, sería una traición a la causa proletaria, y la adopción de los puntos de vista burgueses.

La única manera de evitar el enfrentamiento, según Lenin, era que la Asamblea reconociese el Gobierno bolchevique y sus acciones de gobierno.
No todos los miembros del partido bolchevique tenían la misma opinión de seguir con lo que parecía una supresión de la Asamblea Constituyente. A principios de diciembre, los moderados eran mayoría entre los delegados bolcheviques en la Asamblea Constituyente, pero Lenin prevaleció en la reunión del 11 de diciembre de 1917 del Comité Central Bolchevique, que ordenó a los delegados bolcheviques seguir la línea de Lenin. La posición de Lenin se convirtió en la del partido en su conjunto y más tarde en la del Sovnarkom.
Mientras, los socialrevolucionarios de izquierda vacilaban entre el tradicional respeto a la Asamblea y su deseo de que ésta sancionase las medidas aprobadas en el II Congreso de los Soviets. Algunas voces en el partido comenzaron a plantear la necesidad de modificar su composición mediante el cambio de diputados a través de resoluciones en los sóviets o su completa disolución. Entre los bolcheviques, Bujarin sugirió una idea parecida: convertir la Asamblea en una convención revolucionaria una vez eliminada parte de la oposición. A pesar de las dudas sobre la conveniencia de reunir la Asamblea en la que se hallarían en minoría frente a la oposición, los dos partidos aprobaron a través de sus representantes en el Sovnarkom la apertura de sesiones para el 5 de enerojul./ 18 de enero de 1918greg. el 19 de diciembre de 1917jul./ 1 de enero de 1918greg.. El VTsIK refrendó la decisión dos días después. Al tiempo y como rival de la Asamblea, los partidos gubernamentales decidieron convocar el III Congreso de Soviets de Soldados y Obreros y el III Congreso de Soviets de Campesinos para el 8 de enerojul./ 21 de enero de 1918greg..

## La única sesión y disolución de la Asamblea
Se había impuesto el estado de sitio en la capital el 23 de diciembre de 1917jul./ 5 de enero de 1918greg. y habían sido prohibidas las concentraciones callejeras. La ciudad quedó a cargo de un nuevo organismo, el Cuartel General Militar Extraordinario, formado por bolcheviques y socialrevolucionarios de izquierda. Los días previos a la apertura de las sesiones, el Sovnarkom (gobierno de bolcheviques y socialrevolucionarios de izquierda encabezado por Lenin) y el Sóviet de Petrogrado solicitaron a la población que no participase en manifestaciones en favor de la asamblea. El 3 de enerojul./ 16 de enerogreg., el Sovnarkom aprobó la «declaración de derechos del pueblo trabajador explotado», que incluía el rechazo a ceder el poder a cualquier institución y la advertencia de que, si alguna se arrogaba tal poder, sería disuelta por las autoridades soviéticas, incluso por la fuerza si resultaba necesario. Al mismo tiempo, se alertó a los regimientos acuartelados en la capital y se trajeron a la ciudad destacamentos de marinos de la Flota del Báltico y un regimiento de Fusileros Letones. Se prohibió además acceder a los alrededores del Palacio Táuride y del Instituto Smolny el día que comenzaban las sesiones. La seguridad del propio palacio quedó en manos de un destacamento de marinos anarquistas con los que los propios bolcheviques habían chocado anteriormente por su indisciplina.
En la mañana del 5 de enerojul./ 18 de enerogreg., una manifestación pacífica multitudinaria en apoyo de la Asamblea, respaldada principalmente por la clase media y los funcionarios, fue dispersada a tiros por las tropas leales al Gobierno bolchevique, que había enviado a numerosos soldados y marinos a los alrededores del Palacio Táuride. Los bolcheviques se habían encargado de minimizar el apoyo militar a las protestas desmontando los vehículos de la división blindada la noche anterior, cuya ausencia hizo vacilar a los regimientos que al comienzo habían decidido unirse a la manifestación. Los manifestantes se habían reunido en nueve puntos a lo largo de la ciudad para concentrarse luego en el Campo de Marte y avanzar desde allí a lo largo de la avenida Liteiny hasta la sede de la asamblea. Según cálculos del propio Gobierno, el tiroteo que desbandó a los manifestantes se cobró siete u ocho muertos de estos. Se enterró a los muertos del Viernes sangriento de 1918 al día siguiente, junto a los de la matanza del Domingo Sangriento de 1905.

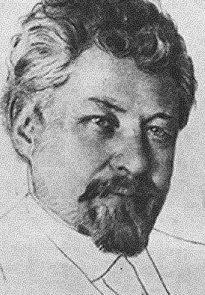
Víctor Chernov, elegido primer presidente de la Asamblea Constituyente.

Cerca de doscientos diputados socialrevolucionarios marcharon hacia el Palacio Táuride alrededor del mediodía en una procesión que recorrió varias calles, entre gran despliegue militar. El palacio se hallaba estrechamente custodiado por soldados que controlaban el acceso al edificio, rodeado de cañones y ametralladoras. Convencidos de que el Gobierno usaría la fuerza contra la Asamblea, muchos de estos diputados temían por su vida. Kérenski, escondido en la capital, solicitó en vano al partido poder acudir a la sesión. A pesar de que la policía buscaba a varios de ellos, Lenin decidió respetar su inmunidad como diputados.
Con los bolcheviques y socialrevolucionarios de izquierda reunidos, la apertura de la sesión se retrasó del mediodía hasta las cuatro de la tarde. Ambas delegaciones habían decidido que el Sovnarkom no entregase el poder a la Asamblea. Lenin llegó pasado el mediodía, una vez conocido el resultado de la manifestación de la mañana, y se reunió con el comité central y con la delegación bolchevique. Se decidió que esta abandonase la asamblea si en la sesión del día esta no otorgaba el poder a los sóviets.
En una sala de nueva decoración, los diputados socialrevolucionarios ocuparon los escaños de la derecha, con algunos socialrevolucionarios de las minorías a su izquierda, seguidos de los socialrevolucionarios de izquierda y de los diputados bolcheviques. Apenas unos pocos de los ilegalizados kadetes y de los escasos mencheviques se hallaban presentes. Los socialrevolucionarios ucranianos no acudieron a la sesión y formaron su propia Asamblea constituyente soberana. El público, hostil a la Asamblea, llenaba el edificio. La atmósfera era muy tensa.
Cuando el diputado de mayor edad, el socialrevolucionario  Serguéi Shvetsov, se disponía a realizar la apertura de la Asamblea, en la sala de Catalina, Yákov Sverdlov subió a la tribuna, tomó la campanilla de presidente y abrió la sesión en nombre del Comité Ejecutivo Central Panruso (VTsIK). Antes, los diputados bolcheviques habían impedido que Shvetsov abriese la sesión provocando un tumulto en la sala. Sverdlov presentó a continuación la «declaración de derechos del pueblo trabajador explotado» —redactada por Lenin—, que invitó a suscribir a la asamblea; entre los puntos de la declaración se incluía la concesión de todo el poder a los soviets, la abolición de la propiedad privada de la tierra, los planes para alcanzar una paz general democrática, la cancelación de los créditos del Estado, la nacionalización de la banca o el control obrero de la industria.
La mayoría antibolchevique, sin embargo, comenzó por elegir al presidente de la Cámara; el socialrevolucionario Chernov derrotó por 244 votos a 153 a la candidata gubernamental, la socialrevolucionaria de izquierda Mariya Spiridónova. Tras un débil pero conciliador discurso de Chernov, el menchevique Irakli Tsereteli criticó con más dureza al Sovnarkom, acusándolo de la crisis del país y de la inutilidad de sus medidas. Los discursos de los diputados opuestos al Gobierno recibieron los abucheos y gritos de los soldados y marinos que abarrotaban el edificio, que a menudo los interrumpieron.
Un destacado bolchevique, Iván Skvortsov-Stepánov, en un discurso aprobado por Lenin, explica por qué los bolcheviques no se sentían obligados a una Asamblea Constituyente democráticamente elegida:

”¿Como podéis” —exclama— “recurrir a tal concepto como la voluntad de todo el pueblo? Para un marxista “el pueblo” es una noción inconcebible: el pueblo no actúa como una simple unidad. El pueblo como unidad es una mera ficción, y esta ficción es necesaria para las clases dominantes”.

La moción de los bolcheviques resultó rechazada por votación (237 votos negativos frente a 146 favorables) y la delegación bolchevique decidió retirarse de la Asamblea. El vicecomisario del Pueblo para Asuntos Navales, Fiódor Raskólnikov, leyó una declaración preparada en la que acusaba de contrarrevolucionarios a los socialrevolucionarios y los bolcheviques abandonaron el palacio. Lenin dejó el edificio con las siguientes instrucciones:

No hay necesidad de dispersar la Asamblea Constituyente: dejadlos que sigan parloteando tanto como ellos quieran, y cuando se hagan pedazos, y mañana encontraremos a uno solo de ellos dentro.

Tras el rechazo de la moción bolchevique, estos y sus socios de Gobierno se reunieron durante una pausa de la sesión en una reunión informal del Sovnarkom celebrada en el palacio y decidieron disolver la Asamblea sin utilizar la fuerza; tras la primera sesión, el edificio se cerraría. Los marinos debían permitir a los diputados abandonar la Asamblea tras la sesión de la noche y, a continuación, cerrar el edificio. Tras esta decisión, Lenin se retiró y marchó a dormir al Instituto Smolny, alrededor de las 2:00 a. m..
Los socialrevolucionarios de izquierda permanecieron en la Asamblea y trataron de dejar en evidencia a sus antiguos correligionarios forzándolos a rechazar la sección de la propuesta gubernamental sobre la paz. En respuesta a las acusaciones de haberse opuesto a la entrega de fincas a los campesinos sin compensación a sus antiguos dueños, la mayoría socialrevolucionaria decidió cambiar el orden del día y pasar a tratar la Ley agraria. Incapaces de forzar la votación sobre la paz por la renuencia de los socialrevolucionarios, que deseaban posponer las votaciones al final de la sesión, los socialrevolucionarios de izquierda abandonaron entonces la Asamblea, alrededor de las dos y media de la madrugada. Retirados estos, el público hostil comenzó a ocupar sus escaños. Algunos de las tropas se emborracharon y apuntaron con sus armas a los diputados aún presentes.

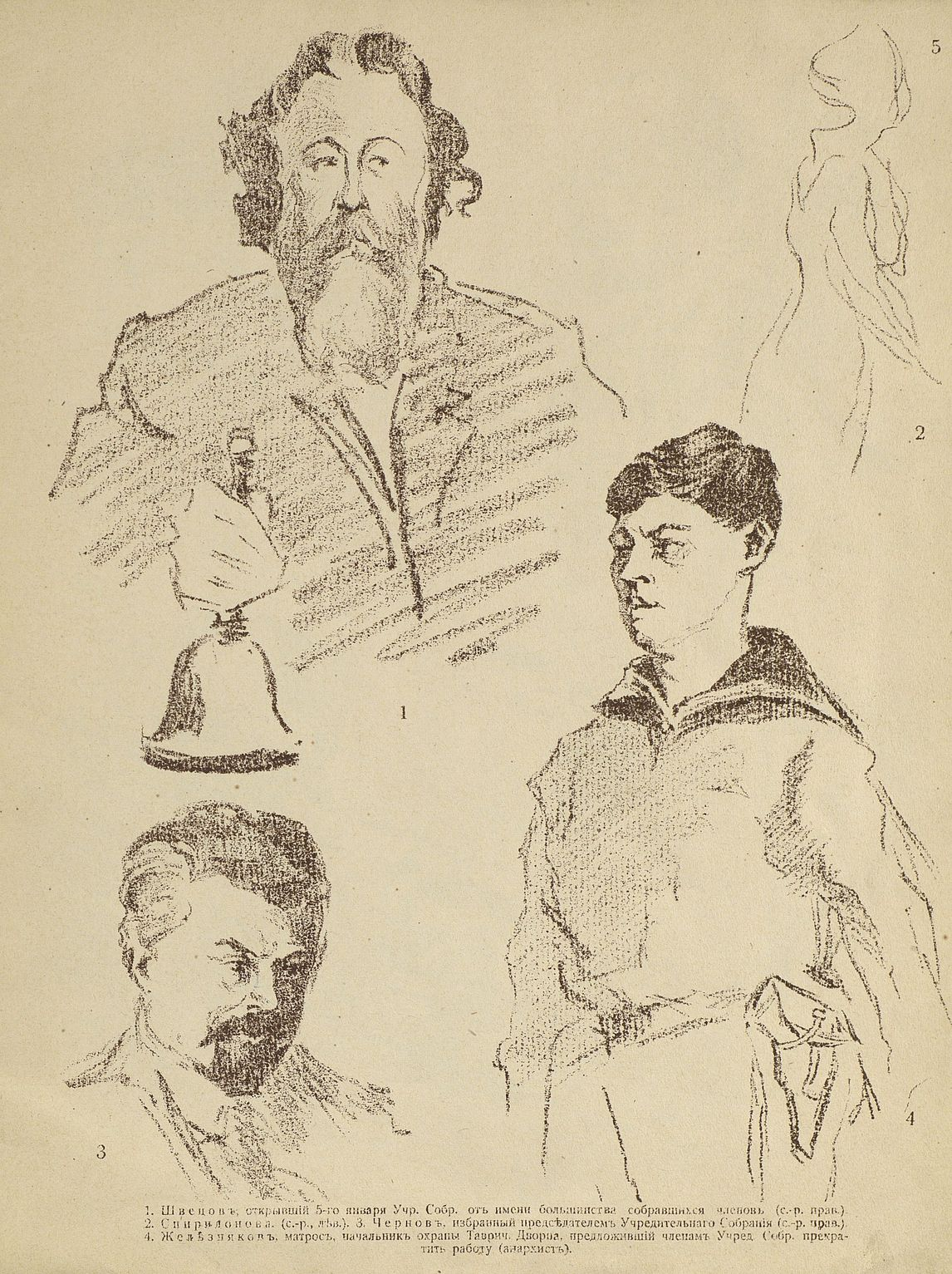
S.Shvetsov, V.Chernov y A.Zhelezniakov. Dibujo de Yuri Artsybúshev.

Chernov comenzó a votar a toda velocidad diversas leyes, sin oposición ya; a la desesperada, los socialrevolucionarios trataban de aprobar en minutos lo que no habían aprobado en meses de Gobierno. Pasadas las 4 de la mañana, el jefe del destacamento de la guardia, el marinero anarquista Anatoli Zhelezniakov, se aproximó a Chernov y le indicó:

La Guardia está cansada. Le propongo que cierre la sesión y mande a todos a casa.

Chernov, sorprendido en medio de la lectura de la Ley agraria, respondió:

Todos los miembros de la Asamblea Constituyente están también muy cansados, pero ninguna fatiga puede detener la lectura de la ley de la tierra que Rusia está esperando.

Chernov leyó rápidamente el título del proyecto de los socialistas revolucionarios: “Ley de la Tierra”, que proclamaba una reforma agraria radical, una ley que hacía de Rusia una república federal democrática (por medio de la ratificación de la decisión del Gobierno provisional adoptada en septiembre de 1917 y el llamado a los aliados de la Entente para una paz democrática. La ley agraria era muy similar al decreto que se había promulgado durante la Revolución de Octubre. La resolución sobre la guerra criticaba las negociaciones con los Imperios centrales, pero asumía el armisticio declarado por el Gobierno de Lenin y declaraba su intención de convocar una conferencia socialista para lograr una paz general y democrática.
La Asamblea aprobó las mociones, programó la siguiente sesión a las 5 de la tarde del 6 de enerojul./ 19 de enerogreg. y levantó la sesión a las 4:40 de la mañana, tras doce horas de trabajo. Al día siguiente, los diputados encontraron el edificio cerrado y la Asamblea Constituyente declarada disuelta por el Gobierno bolchevique, mediante un decreto del Sovnarkom que fue ratificado por el Comité Ejecutivo Central Panruso (VTsIK) el 6 de enerojul./ 19 de enerogreg.. El edificio se hallaba custodiado por una guardia armada con ametralladoras y artillería de campaña.
Dos días más tarde, se reunió el III Congreso Panruso de los Soviets, formado por una abrumadora mayoría de bolcheviques y socialrevolucionarios de izquierda que aprobaron las propuestas del Sovnarkom, incluyendo la «declaración de derechos del pueblo trabajador explotado».
Lenin justificó la decisión afirmando que únicamente los sóviets y no un Parlamento "burgués" como la Asamblea representaban verdaderamente los intereses de los campesinos pobres y de los obreros urbanos. Los socialrevolucionarios de izquierda justificaron su apoyo a la supresión de la Asamblea indicando que no la consideraban representativa de las preferencias populares por habérsela elegido poco después de la Revolución de Octubre y sin tiempo para que el electorado pudiese apreciar las diferencias entre socialrevolucionarios.
Al polarizar radicalmente la situación política, la disolución de la Asamblea empujó inevitablemente al país a la guerra civil, así como a la adopción, el 22 de enero de 1918, de la Declaración de independencia de la República Popular Ucraniana. Previamente, el 16 de julio de 1917, la Rada Central Ucraniana había reconocido la autoridad de la futura Asamblea Constituyente Rusa y, por tanto, la población de la República Popular Ucraniana participó en las elecciones a la Asamblea Constituyente Rusa. 
La reacción de la población fue más adversa que en el caso de anteriores medidas gubernamentales. El gobierno disolvió por la fuerza las manifestaciones organizadas por los partidarios de la Asamblea. Aun así, la principal reacción de las masas fue la indiferencia, principalmente porque las medidas más deseadas por la población ya las había tomado el Gobierno (Sovnarkom), lo que privó a la Asamblea de su principal razón de ser a ojos de la mayoría de la población. Los campesinos habían obtenido la promesa de la tierra, los soldados habían conseguido el armisticio y los obreros habían logrado la supervisión de las fábricas y otras concesiones. El interés de la mayoría de la población por los símbolos políticos abstractos era tan escaso que no hubo defensa efectiva de la Asamblea. La Asamblea era importante para los intelectuales pero la mayoría de la población, campesina, la veía como un organismo remoto y centralista, inferior a los sóviets que les eran más cercanos. El Comité para la Defensa de la Asamblea Constituyente carecía de apoyo militar de importancia y los socialrevolucionarios confiaban erróneamente en una decidida respuesta popular contra el Sovnarkom que no se produjo.
La supresión de la Asamblea condujo inevitablemente a la guerra civil, dada la imposibilidad de apartar a los bolcheviques del poder a través de las urnas. La oposición solo podía disolverse o tomar las armas contra el Gobierno. La acción del Sovnarkom permitió la permanencia de Lenin en el poder, evitó la probable formación de un Gobierno socialista de coalición y condujo al gobierno dictatorial del país. Abandonada la idea de la expresión de la voluntad popular a través de las urnas, los bolcheviques dejaron claro que solo cederían el poder por la fuerza.
El  Consejo de Comisarios del Pueblo (Gobierno soviético o Sovnarkom) fue creado en el II Congreso de los Sóviets como "provisional hasta la formación de la Asamblea Constituyente". Pero tras la supresión de la Asamblea Constituyente Rusa por orden del Comité Ejecutivo Central Panruso (VTsIK), el Tercer Congreso Panruso de los Sóviets, celebrado poco después de la disolución, resolvió expurgar todas las referencias al carácter provisional del Sovnarkom, así como a la Asamblea Constituyente Rusa misma, de todas las nuevas ediciones de decretos y leyes, legitimando de esta manera la supresión de la Asamblea Constituyente por los bolcheviques.

## Entre Petrogrado y Samara (enero-junio de 1918)

### Fallidos intentos de restaurar la Asamblea
Cerrado el Palacio Táuride, algunos diputados socialrevolucionarios de la Asamblea Constituyente se reunieron en el instituto de enseñanza secundaria Gurévich para sospesar las posibilidades de continuar las sesiones pero finalmente se descartó continuar las reuniones de la asamblea en las diversas fábricas que se ofrecieron a acogerlos. A mediados de febrero, la delegación se trasladó a Moscú, donde no recibió el apoyo necesario para retomar sus reuniones; tras convencerse de la imposibilidad de recabar el respaldo necesario en las grandes ciudades rusas, se descartó trasladarse al territorio del río Don, controlado por los atamanes contrarrevolucionarios, o a Arjánguelsk, bajo control Aliado. Algunos delegados del partido trataron de trasladarla al Kiev controlado por la Rada Central Ucraniana, pero la declaración de independencia de la Rada del 9 de enerojul./ 22 de enerogreg. frustró el acuerdo entre socialrevolucionarios rusos y ucranianos. Casi al mismo tiempo, las fuerzas de la Rada tuvieron que abandonar la ciudad, lo que efectivamente terminó con la Asamblea Constituyente como cuerpo cohesionado.
Desesperados por encontrar un lugar donde poder retomar las sesiones de la asamblea con apoyo popular significativo, los socialrevolucionarios descartaron Siberia por demasiado lejana al centro de Rusia, a pesar de su gran fuerza en la región, y comenzaron a pensar en trasladarse a la región del Volga medio, zona de gran influencia del partido y que parecía estar causando problemas a los bolcheviques.

### Medidas legales e ilegales
Los socialrevolucionarios optaron por una estrategia doble para lograr la resurrección de la Asamblea: por un lado, continuaron trabajando en los soviets para tratar de obtener mayorías que les permitiesen controlar el Gobierno y ordenar entonces la reunión de la misma; por otro, pergeñaron diversos intentos de derribar por la fuerza —en general con importante apoyo militar ajeno al partido— al Gobierno de Lenin. Estas últimas medidas se vieron muy dificultadas por la gran pérdida de apoyo de los soldados a los socialrevolucionarios.
El temor a que la guerra civil acabase en el triunfo de los contrarrevolucionarios limitó al principio las acciones del comité central socialrevolucionario: las acciones de estos debían centrarse en la propaganda para atraer a la clase trabajadora al programa socialrevolucionario y la restauración de la Asamblea Constituyente, pero no debían incluir el enfrentamiento armado con los bolcheviques para no facilitar la victoria de los contrarrevolucionarios. El ala más conservadora del partido, que era minoritaria en el comité central pero dominaba la delegación de diputados de la Asamblea, organizó dos reuniones de diputados y en febrero aprobó un plan por el que los diputados volverían a sus provincias, comenzarían la agitación y respaldarían cualquier Gobierno regional antibolchevique que pudiese surgir.

### Hacia la Asamblea a través de los soviets
El Comité Central de los Socialistas Revolucionarios se reunió en enero y decidió en contra de la resistencia armada ya que:

El movimiento bolchevique, a diferencia de la autocracia zarista, se basa en los trabajadores y soldados que están aún ciegos, que no han perdido la fe en ellos, y no ven que eso es fatal para la causa de la clase trabajadora.

A pesar de que los socialistas moderados (socialistas revolucionarios y sus aliados durante el invierno y la primavera de 1918, los mencheviques) decidieron trabajar dentro del sistema soviético, y volvieron al Comité Ejecutivo Central Panruso (VTsIK), al Sóviet de Petrogrado y otros organismos de los que se habían marchado durante el levantamiento bolchevique de octubre de 1917. Tenían la esperanza que las nuevas elecciones soviéticas les favorecerían una vez que los bolcheviques probaran su incapacidad para solucionar los problemas de la población. Entonces conseguirían la mayoría dentro de los sóviets locales y, finalmente, el Gobierno soviético, que en ese momento podría reunir nuevamente la Asamblea Constituyente.
Los planes socialistas fueron parcialmente exitosos en las nuevas elecciones soviéticas del invierno y, especialmente, en la primavera del 1918, que frecuentemente producían mayorías favorables a los socialrevolucionarios y a la oposición a los bolcheviques. Pero se vieron frustrados sus planes por el rechazo del Gobierno soviético de aceptar el resultado de las elecciones y la nueva disolución de los sóviets antibolcheviques. Como uno de los líderes bolcheviques de Tula, N.V. Kopulov, escribió al Comité Central Bolchevique a principios de 1918:

Después de transferir el poder a los sóviets, un cambio rápido de humor ocurrió entre los trabajadores. Los diputados bolcheviques son rellanados uno a uno, y pronto la situación general tomo una apariencia realmente infeliz. A pesar del hecho que había una confabulación de los Socialistas Revolucionarios, y que la Izquierda de los Socialistas Revolucionarios estuviese con nosotros, nuestra situación era más precaria con cada día que pasaba. Nos vimos forzados a bloquear las nuevas elecciones a los Soviets, así como no reconocerlas cuando estas tuvieron lugar y no estaban a nuestro favor.

En respuesta, los socialistas revolucionarios y mencheviques empezaron Asambleas de Plenipotenciarios Fabriles, que funcionaron en paralelo con los sóviets dominados por los bolcheviques, dedicadas a tratar asuntos de interés para los obreros. Surgió de la corriente derechista de los mencheviques en marzo de 1918. La idea se probó popular entre los trabajadores, especialmente entre los metalúrgicos y otros afectados gravemente por el fin de la producción bélica por el fin de la participación rusa en la guerra mundial, pero tuvo poco efecto en el Gobierno bolchevique. A pesar de las mociones favorables a la asamblea constituyente aprobadas por diversas asambleas de plenipotenciarios, en realidad el interés de los obreros por el organismo era escaso.
Con la firma del tratado de paz de Brest-Litovsk por parte de los bolcheviques el 3 de marzo de 1918, los líderes socialistas revolucionarios ven cada vez más al Gobierno bolchevique como próximo a los alemanes. Estuvieron considerando la posibilidad de una alianza con los liberales Demócratas Constitucionales (kadetes), lo que había sido rechazado recientemente en el Cuarto Congreso del Partido de diciembre de 1917. Los socialistas moderados y liberales sostuvieron conversaciones para crear un frente unido antibolchevique a finales de marzo. Sin embargo, las negociaciones fracasaron cuando los socialistas revolucionarios insistieron en la reunión de la Asamblea Constituyente tal como se había elegido en noviembre de 1917, mientras que los Demócratas Constitucionales, que habían obtenido unos pobres resultados en la elección de noviembre, exigieron unas nuevas elecciones. A pesar del fracaso de las conversaciones, surgió la Unión por la Regeneración de Rusia, formada a título individual por socialrevolucionarios de la corriente conservadora, kadetes de izquierda y socialistas populares; la Unión propugnaba la vuelta a la lucha contra los Imperios centrales, contra el Gobierno soviético, la formación de un directorio que gobernase el país hasta el final del conflicto mundial y la restauración de la Asamblea Constituyente una vez este hubiese acabado.

## El Comité de Samara (junio-septiembre de 1918)

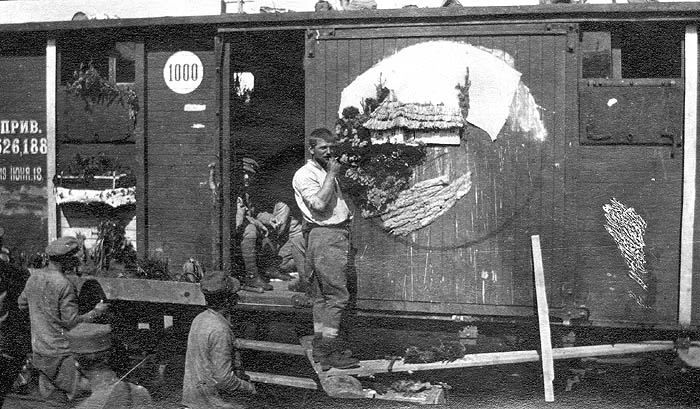
Vagón-cuartel de la Legión Checoslovaca en Siberia.

El 7 de mayo de 1918, el 8.º Consejo del Partido Socialrevolucionario celebrado en Moscú, aprobó iniciar un levantamiento contra los bolcheviques con el objetivo de volver a convocar la Asamblea Constituyente y devolver al país a la guerra contra los Imperios Centrales. La conferencia del partido supuso un cambio en la anterior estrategia de buscar el poder a través del sistema soviético y definió las acciones del partido contra el Gobierno de Lenin hasta el final de la guerra mundial en noviembre; fue el periodo de oposición más intensa de los socialrevolucionarios al Gobierno en toda la guerra civil.
Mientras los preparativos se llevaban a cabo, la Legión Checoslovaca derriba el poder soviético en Siberia, los Urales y en la región del Volga a finales de mayo-principios de junio de 1918, y el centro de la actividad de los Socialistas Revolucionarios se traslada allí. El 8 de junio de 1918, cinco miembros de la Asamblea Constituyente formaron el Comité de Miembros de la Asamblea Constituyente (“Komuch”) en Samara, declarándose como nueva autoridad suprema en el país.
El Comité obtuvo el apoyo de la Legión Checoslovaca, pero fue capaz de extender su autoridad solo en la región del Volga-Kama. Sin embargo, la mayoría de las regiones de Siberia y los Urales quedaron bajo control de diversas autoridades: grupos de las minorías, cosacos, gobiernos locales militares o liberales, que constantemente entraban en conflicto con el Komuch. El Comité funcionó hasta septiembre de 1918 y fue creciendo hasta reunir a 90 miembros de la Asamblea Constituyente, cuando se autodenominaron “Estado de la Conferencia”, representando a todos los gobiernos locales antibolcheviques desde el Volga al Océano Pacífico, formando una coalición llamada “Suprema Autoridad Panrusa” (también conocido como el «Directorio de Ufá», con el último objetivo de reconvocar a la Asamblea Constituyente una vez que las circunstancias lo permitan:
2. En estas actividades, el gobierno estará guiado indefectiblemente por los derechos supremos indisputables de la Asamblea Constituyente. Será una incansable tarea para todos los órganos subordinados al Gobierno Provisional, y no hará intento alguno de infringir los derechos de la Asamblea Constitucional u obstaculizar su vuelta al trabajo.
3. Esta rendirá cuentas de sus actividades de la Asamblea Constituyente tan pronto como la Asamblea Constituyente declare que reasume su actividad. Estará subordinada incondicionalmente a la Asamblea Constituyente, que es la única autoridad suprema en el país.
El Comité de Miembros de la Asamblea Constituyente continuó funcionando como el “Congreso de Miembros de la Asamblea Constituyente”, pero no tenía poder real, a menos que el Directorio se plegase en su apoyo:

Toda posible ayuda al Congreso de Miembros de la Asamblea Constituyente, operando como órgano legal del estado, en su trabajo independiente para asegurar la reubicación de los miembros de la Asamblea Constituyente, apresurándose a la preparación de la reanudación de su actividad como Asamblea Constituyente en su presente composición.

Inicialmente, el acuerdo contó con el apoyo inicial del Comité Central Socialista Revolucionario; dos de sus miembros del ala derecha, Avkséntiev y Vladímir Zenzínov, formaron parte del Directorio de Ufá, de cinco miembros. Sin embargo, cuando Víctor Chernov llegó a Samara el 19 de septiembre de 1918, fue capaz de persuadir al Comité Central para retirarle el apoyo al Directorio porque había observado que era demasiado conservador, y que la presencia de los Socialistas Revolucionarios era insuficiente. Esto debilitó al Directorio; dos meses después, el 18 de noviembre de 1918, fue derribado por oficiales conservadores que nombraron al almirante Aleksandr Kolchak como nuevo “gobernante supremo”.

## El hundimiento final

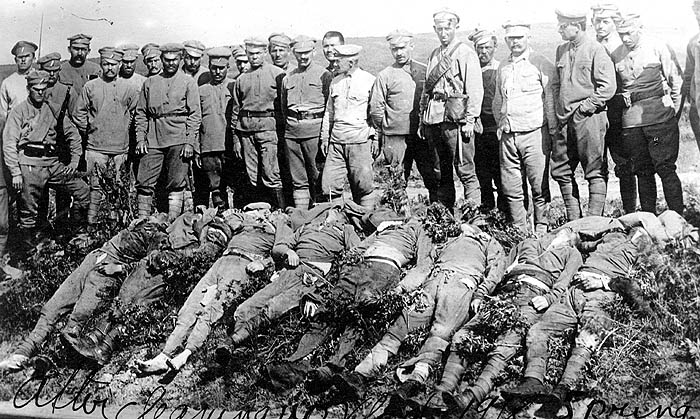
Bolcheviques ejecutados en Vladivostok por la Legión Checoslovaca.

Después de la caída del Directorio de Ufá, Chernov formuló una llamada a la “tercera vía” contra ambos, bolcheviques y el liberal derechista Movimiento Blanco, pero los Socialistas Revolucionarios intentaron de establecerse ellos mismos como una fuerza independiente, sin éxito, y el partido, siempre fracturado, empezó a desintegrarse. A la derecha, Avkséntiev y Zenzínov fueron al extranjero con el permiso de Kolchak. En la izquierda, algunos Socialistas Revolucionarios llegaron a reconciliarse con los bolcheviques. Chernov intentó organizar una sublevación contra Kolchak en diciembre de 1918, pero fue desmontada y sus participantes ejecutados. En febrero de 1919, el Comité Central de los Socialistas Revolucionarios decidió que los bolcheviques era en menos malo de los dos demonios, y dejó la lucha armada contra ellos. Los bolcheviques permitieron al Comité Central de los Socialistas Revolucionarios establecerse en Moscú, e iniciar la publicación de un periódico del partido en marzo de 1919, pero pronto serán arrestados, permaneciendo el resto de la guerra civil rusa en prisión. Chernov se esconde, y luego fue forzado a abandonar Rusia mientras que los miembros presos del Comité Central fueron llevados a juicio en 1922, y sus líderes fueron sentenciados a muerte, aunque sus sentencias fueron suspendidas.
Con el mayor partido pro-constitucional fuera de juego, la única fuerza que permanece apoyándola es los aliados de la Entente. El 26 de mayo de 1919, los aliados ofrecieron a Kolchak todo su apoyo sostenido en unas cuantas condiciones, incluyendo elecciones libres en todos los niveles del gobierno y la rehabilitación de la Asamblea Constituyente. El 4 de junio de 1919, Kolchak aceptó la mayoría de las condiciones, pero rechazó restablecer la Asamblea elegida en noviembre de 1917, ya que, según afirma, se eligió bajo el gobierno bolchevique y las elecciones no fueron totalmente libres. El 12 de junio de 1919, los aliados juzgaron la respuesta como satisfactoria, y la demanda de la convocatoria de la Asamblea Constituyente original fue abandonada.
Tanto Kolchak como el líder del Movimiento Blanco al sur de Rusia, el general Antón Denikin, oficialmente suscribieron los principios de la “no determinación”, por ejemplo, rehusaron determinar qué clase de sistema político o social tendría Rusia después de que el bolchevismo fuese derrotado. Kolchak y Denikin hicieron promesas generales sobre los efectos que podría tener, pero no el retorno al pasado y que habría alguna clase de representación popular llevado a cabo. Sin embargo, un periodista ruso apunta en ese tiempo:

En el mismo Omsk... podían verse grupos políticos que estaban preparados para prometer cualquier cosa a los aliados quisiesen oír, y que “Cuando tomemos Moscú, hablaremos con ellos en un tono diferente”.

Los líderes del Movimiento Blanco publicaron numerosas memorias después de sus derrotas, son inconcluyentes en este tema. No aparecen suficientes evidencias para decir qué grupo del Movimiento Blanco hubiese prevalecido en caso de victoria Blanca, y cómo se hubiese apoyada la idea de elecciones para la Nueva Asamblea Constituyente y cómo se hubiesen llevado a cabo, y mucho menos que tan restrictiva hubiese sido.
Después de la victoria bolchevique en la Guerra civil al final de 1920, 38 miembros de la Asamblea Constituyente se reúnen en París en 1921, y forman un comité ejecutivo, el cual estaba constituido por el líder de los Demócratas Constitucionales, Pável Milyukov, uno de los líderes Progresistas, Aleksandr Konoválov, un miembro del Directorio de Ufá, Nikolái Avkséntiev, y el jefe del Gobierno Provisional de Kerensky. Como otras organizaciones de emigrados, se probó como inefectiva.

## Disputas históricas

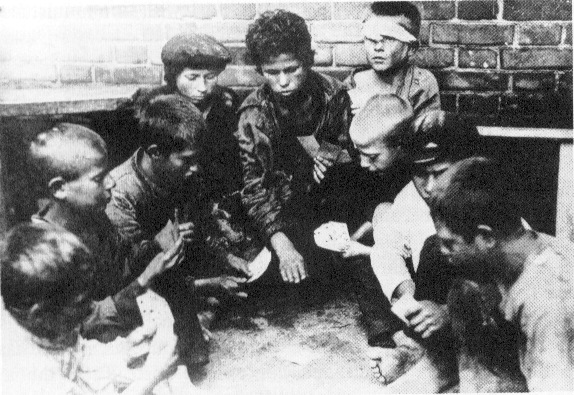
Niños en la calle, durante la guerra civil rusa.

De acuerdo con el libro de 1975, “Leninismo bajo Lenin” de Marcel Liebman, los bolcheviques y sus aliados tenían mayoría en los Soviets debido a un sistema electoral diferente. Para la Constitución soviética de 1918, cada Soviet urbano (y usualmente pro-bolchevique), tenían un delegado por cada 25 mil votantes. Cada Soviet rural (usualmente pro-Socialistas Revolucionarios), solo se permitía un delegado por cada 125 mil votantes. Los bolcheviques justifican el cierre de la Asamblea debido a que las elecciones de delegados no tuvieron en cuenta la partición del Partido Socialista Revolucionario en dos. Pocas semanas después, los izquierdistas y los derechistas del partido Socialista Revolucionario consiguieron unos votos más o menos iguales en los Soviets de campesinos. Los bolcheviques también argumentaban que los Soviets eran más democráticos, ya que sus delegados podían ser destituidos por sus electores casi inmediatamente, frente a otros que podían pasar varios años hasta las nuevas elecciones. El libro afirma que todas las elecciones de los Soviets urbanos y de campesinos fueron libres, al igual que lo fueron las elecciones de delegados al Segundo Congreso Panruso de los Sóviets que tuvo lugar antes de la Asamblea y el Tercer Congreso Panruso de los Soviets justo después.
Dos libros más recientes, usando el material procedente de la apertura de archivos soviéticos, La Revolución rusa 1899-1919 de Richard Pipes y Una tragedia de la gente de Orlando Figes, dan una versión diferente. Pipes argumenta que las elecciones de delegados al Segundo Congreso no fueron limpias, por ejemplo, un Soviet con 1500 miembros envió 5 delegados, que era más que la propia Kiev. Afirma que tanto los Socialistas Revolucionarios como los Mencheviques declararon las elecciones como ilegales y no representativas. Los libros afirman que los bolcheviques, dos días después de la disolución de la Asamblea Constituyente, crearon una contra-asamblea, el Tercer Congreso Panruso de los Soviets. Se dieron ellos mismos y a los Socialistas Revolucionarios de Izquierda el 94% de los escaños, muy lejos de los resultados de las únicas elecciones parlamentarias democráticas en Rusia en ese tiempo.